# Прохоров, Николай Иванович (промышленник)
Николай Иванович Прохоров (8 (20) января 1860, Москва, Российская империя — 19 сентября (2 октября) 1915, Никольское, Московская губерния, Российская империя) — представитель известной московской купеческой семьи Прохоровых, потомственный почётный гражданин, с 1912 года потомственный дворянин, мануфактур-советник, глава Прохоровской Трёхгорной мануфактуры.

## Биография
Родился 8 (20) января 1860 года в Москве в семье Ивана Яковлевича Прохорова и Анны Александровны Алексеевы, дочери А. В. Алексеева. Вместе с братом Сергеем среднее образование получил в Ревельской гимназии, которую окончил в 1877 году. Затем учился на юридическом факультете Московского университета, по окончании которого занялся семейным делом. Получив от отца заново устроенную ситценабивную фабрику, братья разделили между собой её управлением. Сергей, окончивший естественное отделение физико-математического факультета Московского университета, занялся технической стороной дела и был директором Правления Товарищества Прохоровской Трёхгорной мануфактуры с 3 декабря 1881 года до дня своей смерти, 28 февраля 1899 года; Николай с 28 июня 1885 года взял на себя коммерческую сторону управления Прохоровской мануфактурой, а после смерти брата — всё управление ею. Будучи талантливым управленцем, он превратил это предприятие в одно из самых известных и крупнейших в России, причём на своей фабрике постепенно вводил все новейшие технические усовершенствования.
Также являлся членом правления Московско-Кавказского нефтяного промышленно-торгового товарищества, Ярцевской мануфактуры бумажных изделий А. Хлудова, членом советов Московского купеческого банка (1890—1914), Русско-Азиатского банка (1910—1914), Московского Торгового банка (1890—1914), член Московского отделения Совета торговли и промышленности, выборный Московского биржевого общества (1888—1915), гласный Московской городской думы (1901—1904), член советов Московского прядильно-ткацкого училища и Московского автомобильного общества, казначей Попечительского совета Иверской общины сестёр милосердия.
Скончался 19 сентября (2 октября) 1915 года на своей подмосковной даче, близ села Никольского. Похоронен на Ваганьковском кладбище.

## Семья
Был женат на Татьяне Григорьевне Полуэктовой (10.11.1862—?). Был возведён со всем своим потомством в потомственные дворяне 24 августа 1912 года.
- сын Иван Николаевич (01.12.1890—1927) руководил семейным предприятием в 1915—1918 годах. Был женат с 12 сентября 1910 года на дочери московского городского головы Н. И. Гучкова, Надежде Николаевне
  - Внучка Вера Ивановна Прохорова (1918—2013) — советский филолог, узница сталинских концлагерей[1]. По утверждению правозащитника Семёна Виленского, была одним из трёх диссидентов (наряду с А. С. Есениным-Вольпиным), которые обвиняли в доносительстве композитора Александра Локшина (что впоследствии оказалось фабрикацией КГБ)[2]. В 2012 году совместно с литератором Игорем Оболенским была выпущена книга мемуаров "Четыре друга на фоне столетия".
  - Внук Николай Иванович Прохоров (1921—?) — погиб во время ВОВ[3].

После Ивана родились ещё 7 детей: Тамара (07.01.1892—?), Григорий (25.12.1892—?), Александр (31.07.1894—?), Людмила (14.06.1898—?), Тимофей (15.09.1902—?), Владимир (26.11.1903—?), Татьяна (11.12.1905—?).

Сестра, Анисья Ивановна (1861—1915), по мужу Алехина, мать шахматиста Александра Алехина и киноактрисы Варвары Алехиной. Фильм с участием Варвары Алехиной «Медвежья свадьба» снимался в 1925 году в усадьбе Покровское-Стрешнево, которая находится в том же парке, где стояла дача, на которой в 1915 году умер её дядя, владелец Прохоровской мануфактуры Н. И. Прохоров.